# 国鉄キハ35系気動車
キハ35系気動車（キハ35けいきどうしゃ）は、日本国有鉄道（国鉄）が1961年（昭和36年）から製造した気動車である。
この呼称は、車両称号規程に則った制式のものではないが、同一の設計思想によって製造された気動車を便宜的に総称したものである。具体的には、キハ35形・キハ36形・キハ30形およびこれらの改造車を指す。

## 概要
大都市近郊の非電化通勤路線向けとして開発され、1961年（昭和36年）から1966年（昭和41年）にかけてグループ総計で413両が製造された。関西本線を皮切りに北海道地区を除く各地の非電化路線に配属された。
乗降の効率化のため、両開きの幅広ドアを片側3箇所ずつ設け、収容力を重視して車内の座席をすべてロングシートとしたことが特徴である。ラッシュ時の輸送に絶大な能力を発揮したが、大都市近郊の路線が軒並み電化されたことや、長距離運用に不向きな設備が災いし、1983年（昭和58年）から廃車も開始された。
後継車は開発されておらず、同様の設計思想で製造された車両についても1997年（平成9年）にJR北海道が札幌近郊線区向けに投入したキハ201系（ただし扉は片開き式）の登場まで、約35年間途絶えることとなった。

### 開発の経緯
関西本線の湊町駅（現・JR難波駅） - 奈良駅間は大都市近郊区間であり、1950年代以降通勤客が大幅に増加していた。この区間は戦前に電化が計画されたが実現せず、1960年（昭和35年）当時でも非電化のままで、かつ王寺駅 - 奈良駅間は単線であった。
当時、関西本線内で完結する列車は、蒸気機関車牽引の客車列車が主力として運転されていたが、客車は老朽化し、乗降扉は走行中の施錠ができない手動式で、蒸気機関車の煤煙に悩まされる昭和初期と大差ない前時代的な旅客サービス水準であった。一方で王寺駅で分かれて和歌山線や桜井線に直通する列車は、キハ10系およびキハ20系を使用した気動車列車が主力であったため、支線直通列車よりも本線内完結の列車の方が見劣りする逆転現象が生じていた。列車本数（片道）も、和歌山線や桜井線に直通する気動車（一部客車）列車を含めても、日中は1時間に1 - 2本、朝ラッシュ時でも1時間に4 - 5本程度と、並行する複線電化の近鉄奈良線・大阪線には、列車本数・スピード・接客設備ともに大きく水をあけられていた。
また蒸気機関車が主力であったことから、輸送量が同等の国鉄他線区に比べると固定資産が多く、輸送コストも割高で、営業成績が低迷していたこともあり、収支改善のテコ入れを迫られていた。この状況に対して国鉄は、当時の関西本線の輸送量では電化では採算が合わないと判断し、気動車の大量投入により輸送力強化を図ることを決定した。
この当時の関西本線には、先述の通り、気動車列車が他線からの直通によって既に湊町駅 - 王寺駅間などで部分的に導入されており、湊町駅から名古屋駅まで直通する気動車準急も運行されていた。しかし、普通列車用車両は2扉セミクロスシートのキハ17系とキハ20系であり、大都市近郊でのラッシュ時の客扱い能力にはいささか難があった。
そこで、通勤電車並みの収容力と客扱い能力を備えた通勤形気動車として新たに開発されたのが本系列である。

## 車両概説

### 車体
先に登場していた通勤形電車101系の基本構造を踏襲し、オールロングシート・切妻形の簡素な車端形状・気動車としては初採用となる1.3 m幅（有効幅は1.2 m）の両開き扉・グローブ形ベンチレーター、前面行先表示器・蛍光灯照明・扇風機の装備など共通点が見られる。しかし、運用線区や輸送事情から以下のような相違点も見られる。
外吊り式片側3扉の採用
扉は片側3箇所に設けられ、開口幅は101系と同じ1,300mmとなった。ドアエンジンは101系で実績のあるTK6形を改良したTK6A形である。
乗降口にステップを設けた関係で台枠を切り欠く必要が生じ、車体強度が不足することとなった。このため側出入口は強度確保のため戸袋を設けず、扉は上部のレールから車体外側に吊り下げられる「外吊り式」が本格採用された。ドア下部は車両限界内に収めるため一段薄くされている。この構造は本系列における最大の特徴となったが、冬期には車体との隙間から冷気が入りやすい欠点もあり、後年本系列が地方に転用された際に不評の原因にもなった。
気動車が運行される路線の駅は客車基準の低いプラットホームが普通であり、乗降口にはステップを設ける必要があった。片引き狭幅扉の在来型2扉気動車では切り欠き長さはわずかで、強度対策はステップ下に補強を入れるだけで済んだが、戸袋式両開き3扉車体をステップ付きで製造するとなると、扉と戸袋部分の合計長は在来2扉車の2倍ほどにもなり、簡単な補強では済まず、著しい車体重量の増加が予想された。そこで扉両脇の戸袋を廃し、この部分の台枠の切欠きを無くすことで全体の強度を確保する設計とした。
窓は簡素な2段式であるが、通常なら戸袋窓に当たるドア両脇の小窓は開閉可能なものの、閉まる扉に手を挟まれる事故を防止するため、開口可能寸法は上段150 mm・下段50 mmと狭くしてある。乗客への注意喚起のため、車内の小窓上段窓枠に「手をださぬよう」と書かれたプレートが貼られた。
正面貫通扉の設置
国鉄の気動車は頻繁に分割併合運用を行うことから、利便性確保のため、連結面の通り抜けを可能とする正面貫通扉の設置が一般化していた。本系列にもこれは踏襲され、特急形以外の車両との互換性を有している。埋め込み式前照灯・尾灯・貫通扉・正面窓の位置関係はキハ20系に準じた簡素なデザインに仕上げた。
便所の設置
キハ35形は比較的長距離（長時間）の運用を想定し、従来の一般形気動車と同様に便所を設置している。便所の向かい側の座席は、便所利用者と着席客双方の心理を考え、クロスシートとされた。
その他電車との相違点として、小型の灰皿が座席の端のつかみ棒に取り付けられていた他、扇風機の取り付け位置もグローブ形ベンチレーターの直下ではなかったことが挙げられる。
車体塗装はクリーム4号と朱色4号の国鉄一般形気動車標準色が採用されたが、幕板部分の塗装が省略されるなど塗り分けが簡素化され、それまでの一般形とは大きく印象が異なっている。

### 主要機器
同時期に登場したキハ58系気動車と共通設計である。温水暖房や客室内の床面積と見通しを犠牲にしない車端部に設置された排気管なども、キハ58系に引き続き採用された。また長大編成の電圧降下に対応すべく、総括予熱・始動回路を設置した。エンジン予熱用のグロープラグ・機関始動（セルモーター）回路・補助リレーを接続したもので、先頭車からの操作により編成各車の補助リレーを作動させ、個々の車両の自車電源（鉛蓄電池）で機関の予熱と始動を行う。
エンジンはDMH17系エンジンを水平シリンダ式としたDMH17H型（180 PS / 1,500 rpm）で、キハ58系と同じ物である。本系列では車両中央部にもステップ付き扉を設置したため、車体中央部分の床下面積が小さくなることからエンジンの2基搭載は困難であり、全形式が1基エンジンである。キハ20系等に採用された直立シリンダー式も検討されたが、調達コストがやや低いものの床に点検蓋を設置する必要があり、その補強でさらなる重量増を招くため、設計段階で廃案となった。これに標準形の液体変速機であるTC-2A形またはDF115A形が組み合わされた。
台車は標準形を改良した金属ばね式のDT22C（動台車）・TR51B（付随台車）を採用した。ラッシュ時の荷重を考慮し、車軸径が従来の167 mmから175 mmと僅かに大きくされた。

## 形式
形式には、基幹型式となる片運転台で便所付きのキハ35形（1961年から1966年に258両が製造された）、片運転台で便所なしのキハ36形（1962年に温暖地用のみ1 - 49の49両が製造された）、両運転台で便所なしのキハ30形（1963年 - 1966年に106両が製造された）がある。

### 温暖地仕様車

#### キハ35形0番台

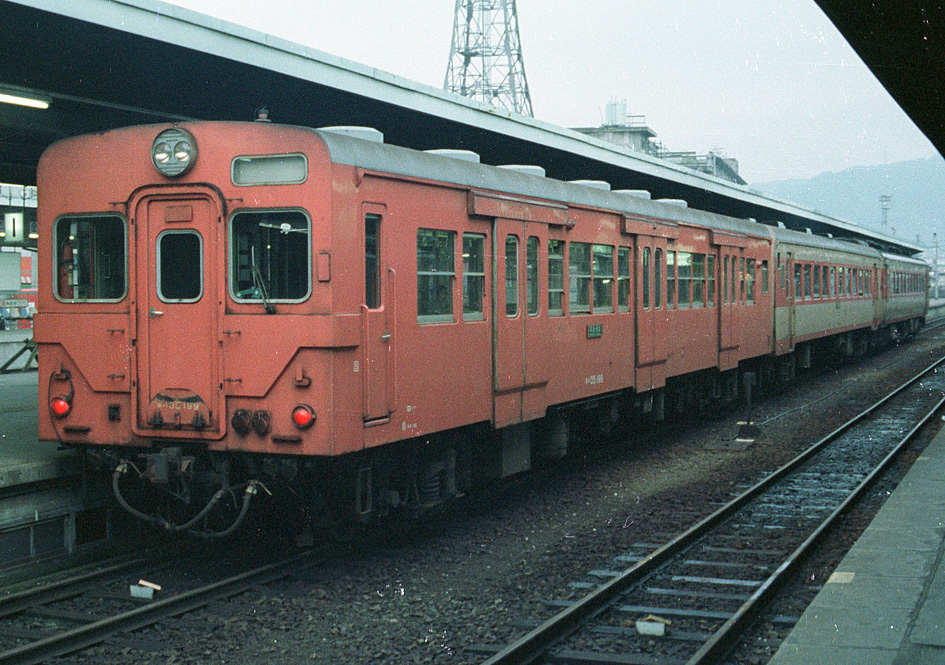
キハ35 199

温暖地向けの一般形で1 - 217の217両が製造された。
最終の217は便所内照明に蛍光灯が採用され、換気兼用の明り採り窓が細長くなる設計変更が行われた。

#### キハ36形0番台
片運転台の便所なし車で、1962年に温暖地用のみ1 - 49の49両が製造された。基本構造はキハ35形0番台に準ずるが、便所がなく、車内が完全ロングシートであり、後位側の連結面（妻）にも窓を設けているなどの相違点がある。当初はキハ35形とユニットを組むことが想定されていたが、その目的であればより小回りの利く両運転台車の方が有利なため、翌1963年以降の量産はキハ30形に移行した。寒冷地仕様は存在しない。
早期から廃車が進み、国鉄分割民営化直前の1987年（昭和62年）2月までに全車が廃車され、JRへの承継車はないが、関東鉄道への譲渡車両が存在した。そのうち、キハ36 17→キハ3518はフィリピン国鉄に譲渡され現役である。
- キハ36 17・28 → 関東鉄道キハ3518・351

#### キハ30形0番台

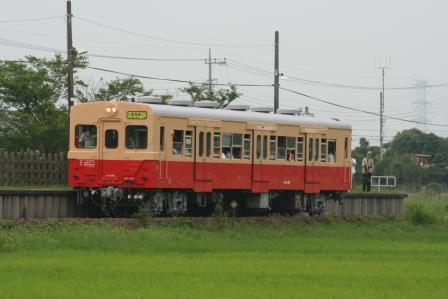
キハ30形一般色（復元車）

温暖地向けの一般形で1 - 100の100両が製造された。基本仕様はキハ35形0番台に準ずる。6は、1969年（昭和44年）に草津線を走行中に落石と衝突し転覆。本系列初の事故廃車となった。

### 寒冷地仕様車

#### キハ35形500番台
1962年（昭和37年）から501 - 531の31両が製造された寒冷地仕様車。新潟地区に主に投入された。押し込み式ベンチレーター・複線用のスノープラウ・前面窓電熱式デフロスター・水タンクカバー設置などの設計変更がされ、弥彦線や越後線で運用された。

#### キハ30形500番台
1964年（昭和39年）から1965年（昭和40年）に501 - 506の6両が製造された寒冷地仕様車。基本仕様はキハ35形500番台に準ずる。

### ステンレス車体試作車

#### キハ35形900番台

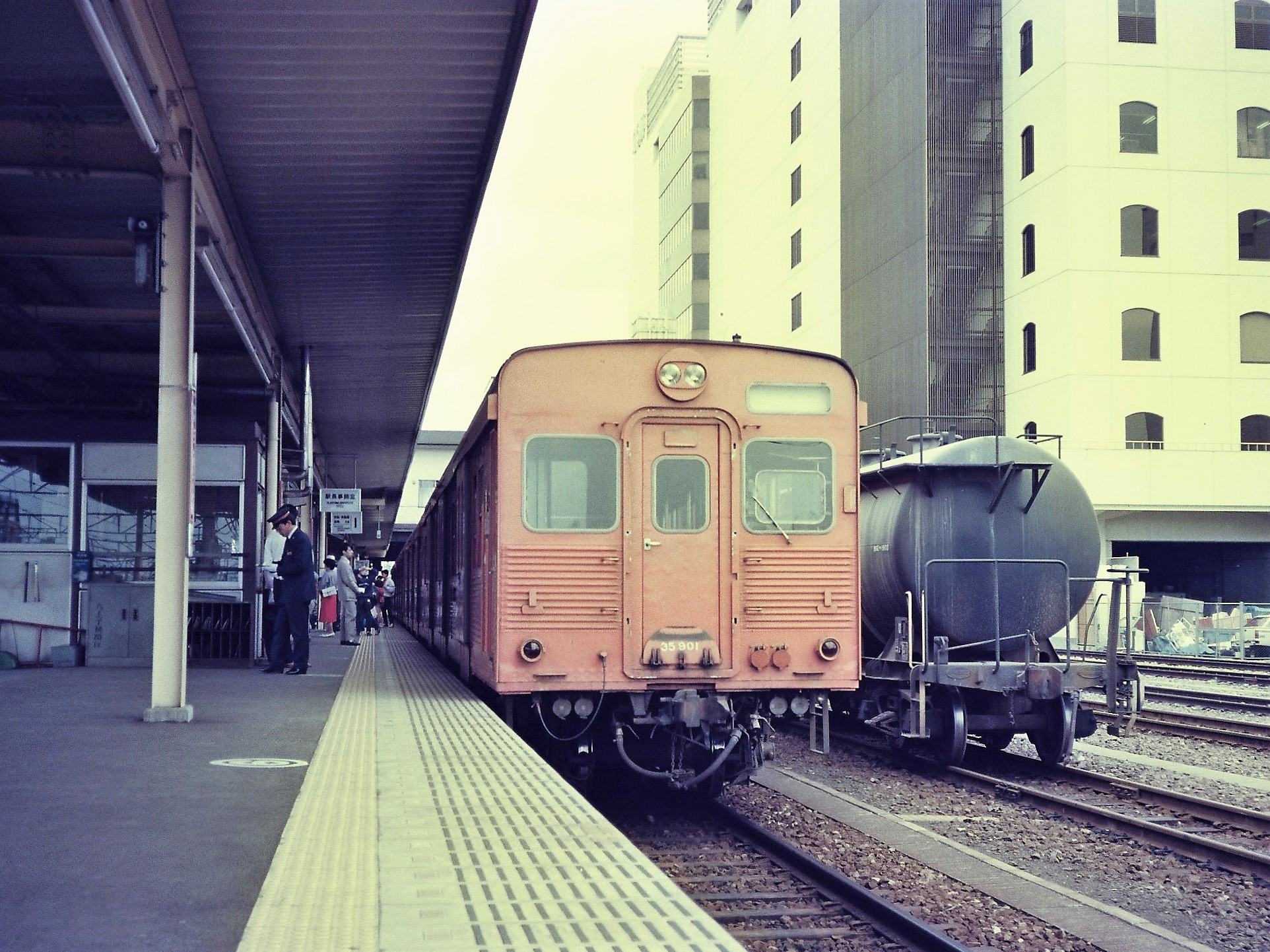
八高線運用のキハ35 901（1986年）

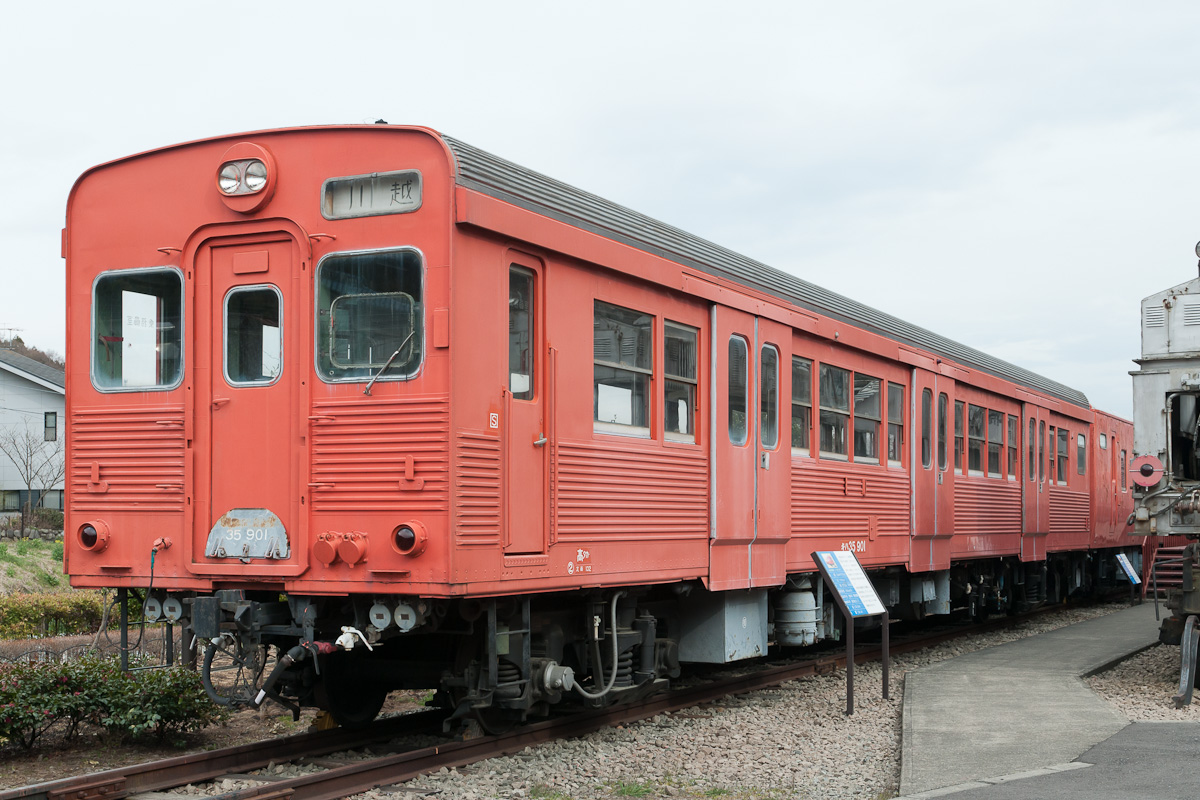
碓氷峠鉄道文化むらに保存されたキハ35 901

1963年（昭和38年）に901 - 910の10両が製造されたステンレス車。東急車輛製造（現在の総合車両製作所）がアメリカ・バッド社のライセンスによるオールステンレス車両開発の一環として東急7000系電車に続いて製造した国鉄初のオールステンレス車であり、鋼製車の0番台と比べて3.6 tの軽量化が行われた。車体の基本諸元は0番台に準ずるが、外板・骨組み・台枠に至るまですべてステンレス製で、幕板・腰板部分にはコルゲートが走り、側面外吊りドア上の戸車カバーは車体の強度確保を兼ねている事から車体全長にわたる長大なものであり、後のオールステンレス車全盛時代の先がけとなった。
ステンレスが普通鋼より硬く錆びない特性を生かし、薄肉化による軽量化と塗装の省略によるメンテナンスフリー（コスト低減）を長所とした。しかし、当時の塗装費と比較して、製造コストの高さ、バッド社のライセンスの関係から東急車輛製造以外での製造が難しいこと、鋼製車との取り扱いの差異のほか、塗装職場の省力化に対する労働組合の拒否反応など、多くの障害があり、量産化には至らなかった。
ステンレス車の開発および配属地は、房総東線（現・外房線）・房総西線（現・内房線）勝浦 - 館山間における潮風による塩害対策という名目であったが、当時の房総半島各線は、朝夕の通勤時間帯には蒸気機関車牽引の客車列車をも多数動員していた状況で、本車も量産されなかったことから気動車列車で鋼製車とステンレス車の使い分けができるだけの数の余裕はなく、実際には混用されていた。
製造当初は無塗装で銀色のステンレス地肌であったが、当初の配属先の房総半島は霧の発生しやすい気候のため、のちに安全上の問題から、遠方視認性を高める目的で前面に朱色4号の帯が入った。さらに末期には、車体が朱色5号、ベンチレーターを除いた屋根がねずみ色1号という一般車と同様の「首都圏色」に塗装された。
904は、相模線色に塗り替えられ同線の電化直前まで運用された。電化後も他数両のキハ30形・キハ35形とともに茅ヶ崎運転区（後の茅ヶ崎運輸区→湘南・相模統括センター）に留置され、1995年（平成7年）11月に廃車となった。

### 製造年・製造会社別一覧
| 製造 年度 | 形式    | 日本車輌製造      | 新潟鐵工所 | 富士重工業                              | 帝國車輛工業 | 東急車輛製造 |
| --------- | ------- | ----------------- | ---------- | --------------------------------------- | ------------ | ------------ |
| 1961      | キハ 35 | 1 - 16 27 - 32    |            | 17 - 26                                 |              |              |
| 1961      | キハ 36 | 1 - 21            |            | 22 - 31                                 |              |              |
| 1962      | キハ 30 | 1 - 10            | 11 - 15    |                                         |              |              |
| 1962      | キハ 35 | 33 - 37 501 - 512 |            | 38 - 56                                 |              | 901 - 910    |
| 1962      | キハ 36 |                   |            | 32 - 49                                 |              |              |
| 1963      | キハ 30 | 16 - 22           |            |                                         |              |              |
| 1963      | キハ 35 | 57 - 61           |            |                                         |              |              |
| 1964      | キハ 30 | 501 - 506         | 23 - 40    |                                         |              |              |
| 1964      | キハ 35 | 62 - 72 83 - 105  |            | 73 - 82 106 - 109 128 - 134 513 - 517   | 110 - 127    |              |
| 1965      | キハ 30 | 41 - 96           |            |                                         |              |              |
| 1965      | キハ 35 |                   | 202 - 208  | 135 - 166 195 - 201 209 - 216 518 - 531 | 167 - 194    |              |
| 1966      | キハ 30 | 97 - 100          |            |                                         |              |              |
| 1966      | キハ 35 |                   |            | 217                                     |              |              |

### JRへの承継数
1987年の国鉄分割民営化時には、キハ35形とキハ30形が北海道旅客鉄道（JR北海道）を除く各旅客鉄道会社に承継された。
| 形式   | JR東日本 | JR東海 | JR西日本 | JR四国 | JR九州 |
| キハ35 | 46両     |        | 19両     | 2両    | 10両   |
| キハ30 | 43両     | 6両    | 11両     | 2両    | 17両   |

## 改造

### 前面強化工事

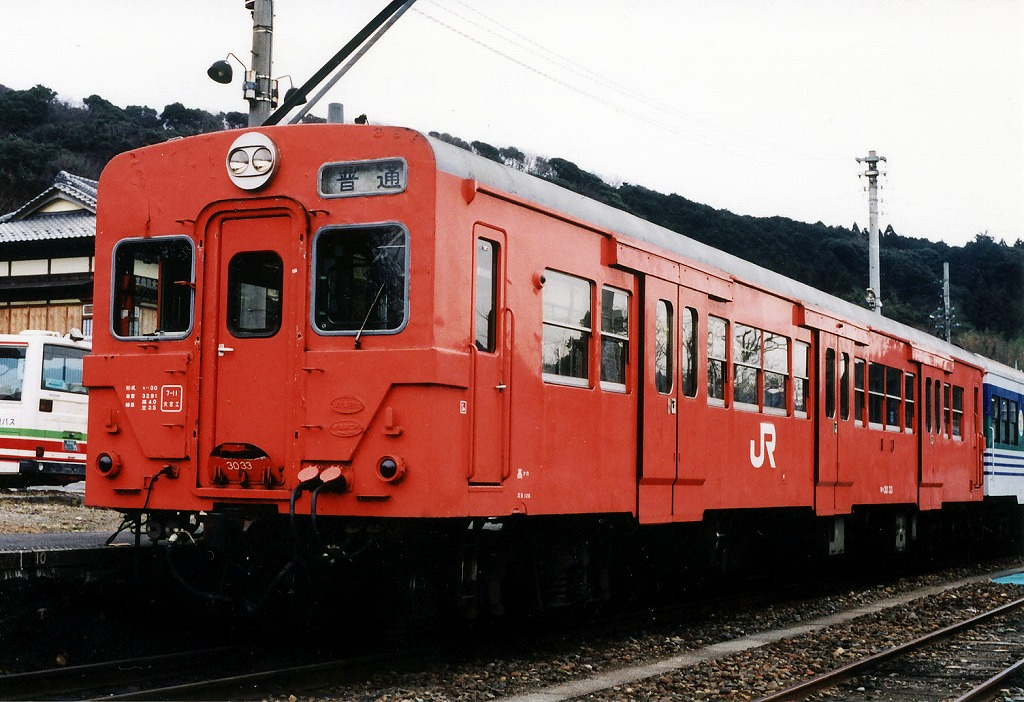
久留里線で運用されたキハ30形

1975年（昭和50年）から踏切事故対策として、前面の腰板部分に鋼製の補強板を取り付けた。大半の車両が改造を受け前面の印象が大きく変わったが、未施行で残った車両も多かった。後述する相模線色は、前面強化の有無にかかわらず補強板に準じた塗り分けが採用された。

### お座敷改造車
1967年（昭和42年）10月に当時米子に配属されていたキハ30 75とキハ35 156の2両のロングシートを撤去し、畳を20枚設置した。同年11月に運行された急行『やえがき』に使用されたが、それ以降の運用実績は不明。
1985年（昭和60年）10月に、徳島気動車区のキハ35 198と199の2両がカーペット車への改造が行われた。この2両は木製パネルの上にカーペットを敷いたもので、一般輸送にも使用可能な簡易的なものだった。

### ワンマン化改造車

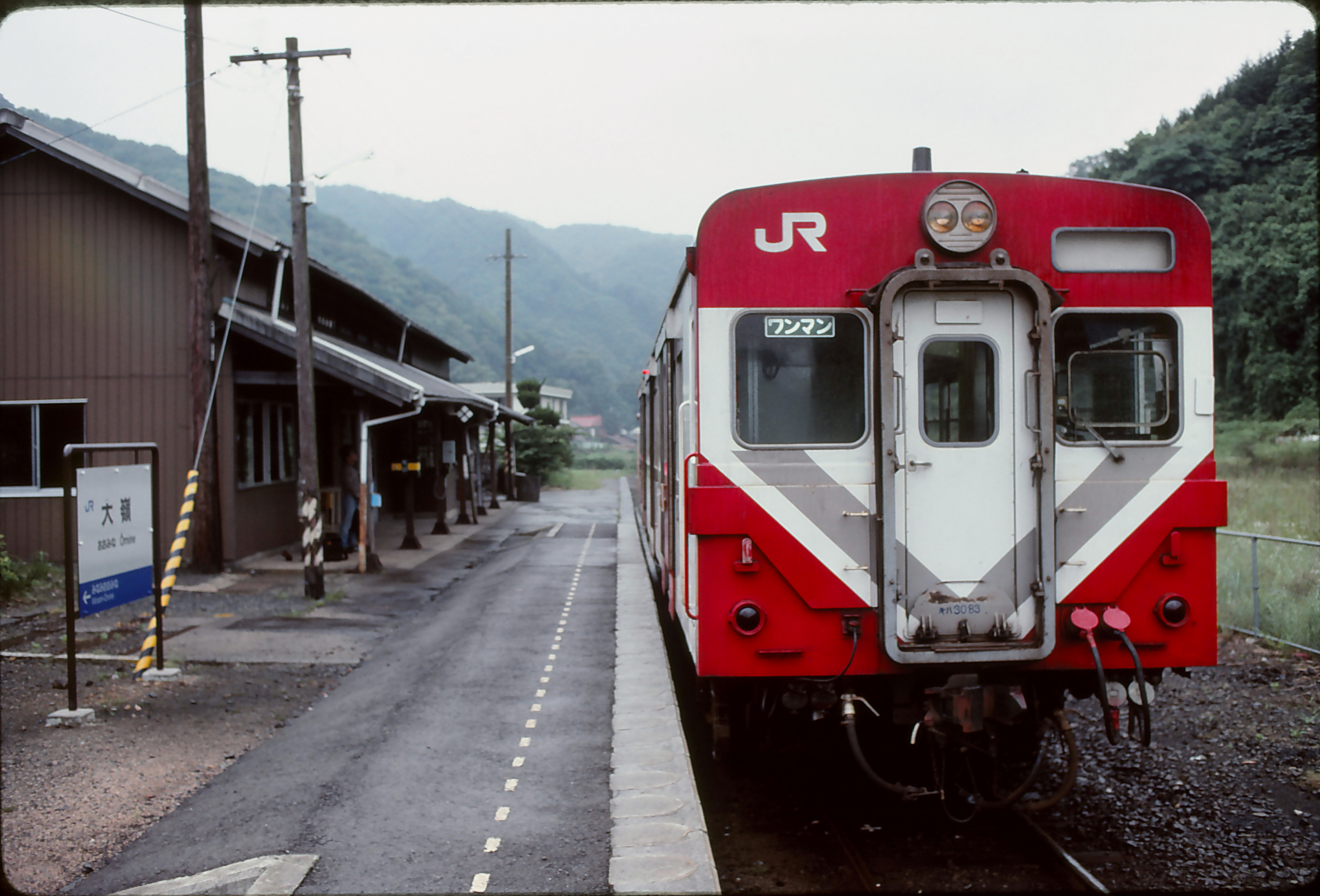
ワンマン化改造車キハ30 83 美祢線色（1991年）

1988年（昭和63年）に美祢線の南大嶺駅 - 大嶺駅間でJRグループ初のワンマン運転を実施することになったため、キハ30形5両が改造された。車内に整理券発行機が搭載されている。塗装はグレーの濃淡にワインレッドに変更され、前方と後方の乗車口に三角形の塗装が施された。

### 更新工事と機関換装
JR東日本では久留里線で継続使用するキハ30形を対象に車両更新工事を行い、キハ30 17・21・22・31・40・48・62・100・501・502の各車に施工された。前面貫通扉の窓はHゴムを使用しないものとなり、車内は荷棚のパイプ化などが行われている。
また、1988年に発生したキハ58系ジョイフルトレイン『サロンエクスプレスアルカディア』号の火災事故を受けたDMH17系エンジン搭載車の機関換装がキハ35系でも行われ、キハ30形27両とキハ35形18両に施工された。機関はカミンズ製のDMF14HZで、車体への防火対策も施工されている。DMF14HZは最高出力350 PSの過給器および中間冷却器付エンジンであるが、流用品の変速器への負荷を考慮し、250 PSへデチューンされた。

### 和田岬線用キハ35・キクハ35形300番台
山陽本線の支線である和田岬線では、西日本旅客鉄道（JR西日本）の発足後も旧型客車のオハ64形・オハフ64形が使用されていたが、プッシュプル運転に経費がかかることや車両の老朽化もあり、置き換えが検討されていた。1990年（平成2年）に鷹取工場でキハ35形0番台を種車に和田岬線向けの改造が施工され、キハ35形・キクハ35形300番台が登場した。
保守費低減のため兵庫方のキハ35形からはエンジンが撤去されてキクハ35形となり、和田岬方にキハ35形300番台、兵庫方にキクハ35形300番台を組成する2両ユニットとなった。4ユニット8両が改造されたが、通常は最大3ユニットを連結した6両編成で運用し、残る1ユニットは予備車である。キクハ35形には暖房の熱源となるエンジンが搭載されていないことから、機関予熱器を搭載し、これを温水暖房の熱源とした。
兵庫駅と和田岬駅のホームが和田岬駅に向かって右側にしかないことから、ホームのない側の客用扉は非常用となる中央扉を除いて埋め込まれた。便所は撤去され立席スペースとなったほか、一部の座席が撤去されている。定員はキハ35形・キクハ35形とも153人（座席51人）である。側窓は非ユニット窓のままである（外ハメ式ではない）が、後にサッシが黒色になった。
オハ64系の置き換えにあたっては、当初は客車列車のままマニ50形の旅客車化改造車に置き換える案、また編成の両端または片端にキハ65形を連結して中間客車をオハ50形とする案も検討された。マニ50形は旅客車化に不向きなことを理由に廃案とされ、キハ65形は「エーデル」シリーズへの改造種車への供出もあって立ち消えとなり、1990年の山陰本線京都口（嵯峨野線）電化で気動車の余剰が発生したため、これを機にキハ35形が和田岬線向けに改造されたという経緯がある。
1両当たり平均出力90 PSの1軸駆動で満員の乗客を乗せた2両編成を動かす低出力編成であるが、トルクコンバータのトルク増大効果で発進は可能であり、部分的に8 ‰の勾配が存在するもののほぼ平坦で、最高速度も30 km/h程度の和田岬線では実用上問題はない。所属車両基地でもある鷹取工場のある鷹取 - 兵庫間で山陽本線上を自力回送されていたが、空車では最高速度60 - 70 km/hに達していたという。
新旧番号対照、改造後の諸元は以下の通り。
| 番号               | 種車                      | 定員（座席） | 自重   |
| ------------------ | ------------------------- | ------------ | ------ |
| キハ35 301 - 304   | キハ35 123・137・189・207 | 153（51）    | 32.4 t |
| キクハ35 301 - 304 | キハ35 156・157・181・194 | 153（51）    | 29.0 t |

### キハ38形

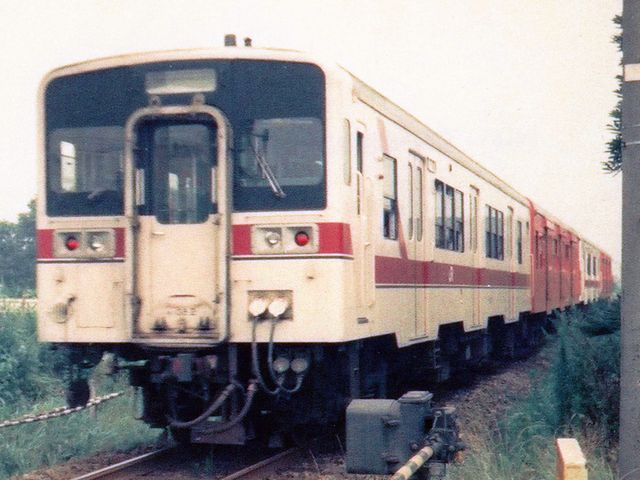
キハ38形

八高線で使用されていたキハ35形を車体更新した形式で、1986年（昭和61年）から1987年にかけて7両が各地の国鉄工場で製造された。車体は新造されたが、台車や変速機などの主要機器が流用されており、キハ35形の改造名義となっている。

## 運用の変遷

### 関西本線
関西本線では輸送力増強計画により、1961年12月10日のダイヤ改正より順次大量投入され、奈良気動車区（現・奈良電車区）に計81両が配置された。これにより従来の蒸機牽引による旅客列車はごく一部の通勤列車を除いて気動車化され、湊町 - 奈良間は国電形の定間隔運行ダイヤを導入し、「オールDC化」・「待たずに乗れる関西本線」と大々的なPRが行われた。
競合路線である近鉄への対抗上、快速列車が日中30分間隔で運転され、天王寺 - 奈良間を途中王寺・郡山の2駅のみの停車で、所要33分、表定速度68.1 km/hで運転されていた。阪奈間では、名古屋直通の準急「かすが」や、当時近鉄奈良線で運行されていた料金不要の特急電車（現在の快速急行に相当）とほぼ同等の所要時間であった。また、普通列車も大阪府内において並行する近鉄大阪線の準急電車とほぼ同等の速度で運行していた。気動車化に加えて、1961年（昭和36年）3月に王寺 - 奈良間の複線化が完了していたことがこのようなダイヤ設定を可能にした。
この体制は1973年（昭和48年）9月の湊町 - 奈良間電化まで続き、奈良電化後の本系列は奈良以東および周辺支線区での運用に移り、一部は他線区へ転出した。

### 奈良・和歌山・伊勢地区

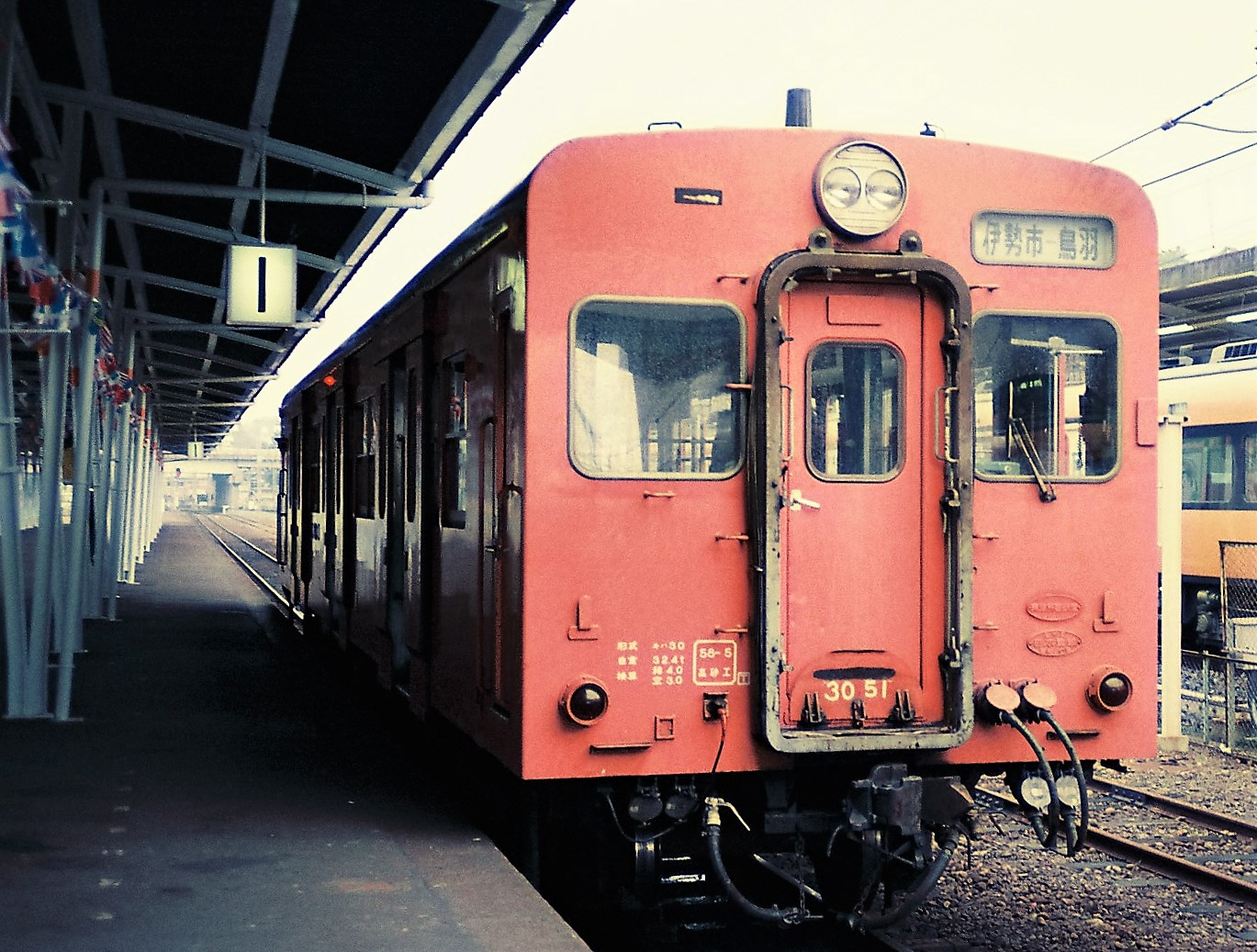
JR東海参宮線のキハ30 51（鳥羽駅、1988年）

当初は奈良線・草津線・信楽線・桜井線・和歌山線・紀勢本線・片町線においても関西本線向け奈良気動車区配置車により共通運用された。
関西本線奈良電化以降は一部が和歌山機関区（現・吹田総合車両所日根野支所新在家派出所）に転入し、紀勢本線和歌山 - 紀伊田辺間でも運用された。なお、新宮 - 亀山間では伊勢運転区（現・伊勢車両区）所属車が投入された。紀勢本線では長距離運用が主となるため本系列単独での運用はなく、必ずキハ58系やキハ40系などのクロスシート車との併結が必須とされた。
上記各線の電化が進むごとに運用が縮小され、最後に残った奈良線・和歌山線五条以西が1984年（昭和59年）10月までに電化された時点で奈良・和歌山区に配置されていた本系列はすべて廃車、または転属となった。片町線ではおもに長尾 - 木津間で1989年（平成元年）まで運用され、奈良気動車区からの本系列撤退後は亀山機関区（現・亀山鉄道部）所属の車両が充当された。
伊勢運転区所属車のうち6両は東海旅客鉄道（JR東海）に継承されたが、1989年（平成元年）にキハ11形の投入に伴い営業運転終了。以降も保存目的でキハ30 51が伊勢車両区に在籍のまま美濃太田車両区で保管されていたが、2008年（平成20年）3月31日付で廃車された。

### 房総地区

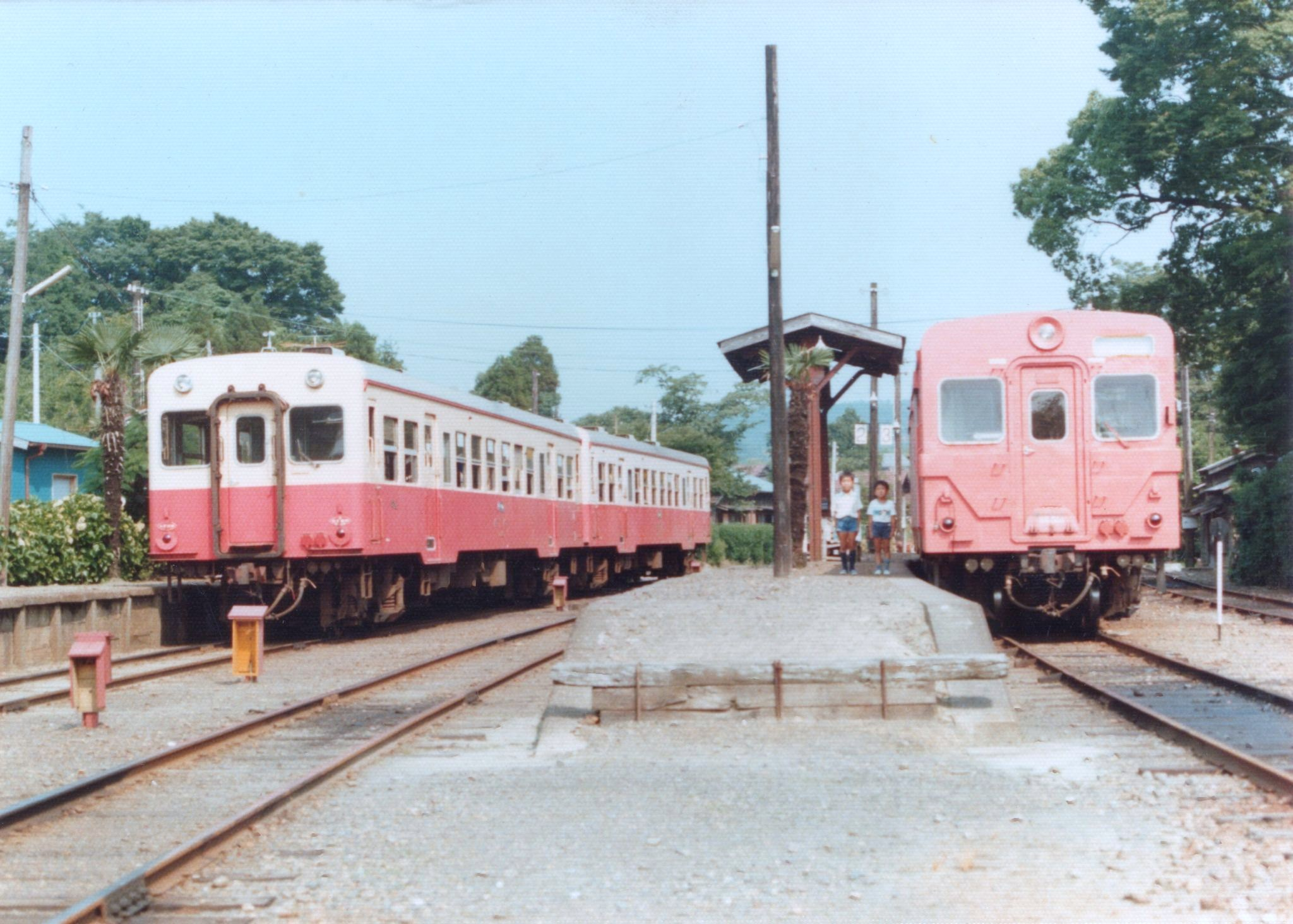
国鉄木原線のキハ30形と小湊鉄道のキハ200形（上総中野駅、1980年）

1962年のキハ36形18両を皮切りに、以後ステンレス車のキハ35形900番台10両を含む49両が千葉気動車区に、24両が同木更津支区（現・幕張車両センター木更津派出）に配置され、総武本線・房総西線（現・内房線）・房総東線（現・外房線）・成田線・鹿島線・木原線（現・いすみ鉄道いすみ線）・久留里線で運用された。夏期臨時ダイヤ（「房総地区夏ダイヤ」）では、車両需給の関係から房総東・西線の臨時準急・急行（いわゆる遜色急行）に組み込まれることもあった。
房総各線の電化が進んだことにより、1972年（昭和47年）から1975年（昭和50年）の間に木原線・久留里線用の車両を残して高崎所・茅ヶ崎区など転出した。1988年（昭和63年）に木原線が第三セクターのいすみ鉄道に転換されてからは、久留里線を唯一の運用先とした。木更津駅 - 大原間 (安房鴨川経由) の送り込み回送運用、勝浦運転区での駐泊もこの時点で消滅した。
久留里線ではJR化後もキハ30形の運用が残り、1983年に久留里線へ新製投入されたキハ37形、1996年に八高線から転入したキハ38形とともに2012年まで運用された。

#### 久留里線
久留里線で最後まで運用されたキハ35系は、幕張車両センター木更津派出に在籍したキハ30 62・98・100の3両であった。62・100は相模線電化により茅ヶ崎から、98は八高線の車両置換えにより新製配置の高崎から木更津派出に転入した車両である。この3両はDMF14HZエンジンへの換装が施工されている。1990年には東京湾アクアラインをイメージしたクリーム色に青帯の塗装に変更されたが、1996年には白地に青帯・緑帯の新塗装に変更されている。
2009年（平成21年）には、登場時の国鉄一般色に復元された。塗装変更を含めた検査は郡山総合車両センターが担当した。
- キハ30 98 - 2009年7月1日施工[20]
- キハ30 62 - 2009年12月19日施工[21]
- キハ30 100 - 2010年（平成22年）2月8日施工[22]

キハ30 98は施工直後の2009年7月4日に「キハ30塗装変更記念臨時列車」として運行された。
2012年（平成24年）からキハE130形100番台に置き換えが開始され、2012年12月1日に定期運用を終了した。その後、12月11日から12日にかけて98と100が新津へ配給輸送された。また2013年1月17日に62がいすみ鉄道へ譲渡の上、いすみ線国吉駅に配給輸送された。
残された98と100の2両は長らく新津で留置されていたが、2013年に水島臨海鉄道にキハ37形3両、キハ38形1両と共に2両とも譲渡されることになり、同年7月9日から10日にかけて甲種輸送が行われた。倉敷駅に到着した7月10日付で廃車となり、JRグループからは廃系列となった。

### 川越線・八高線・足尾線

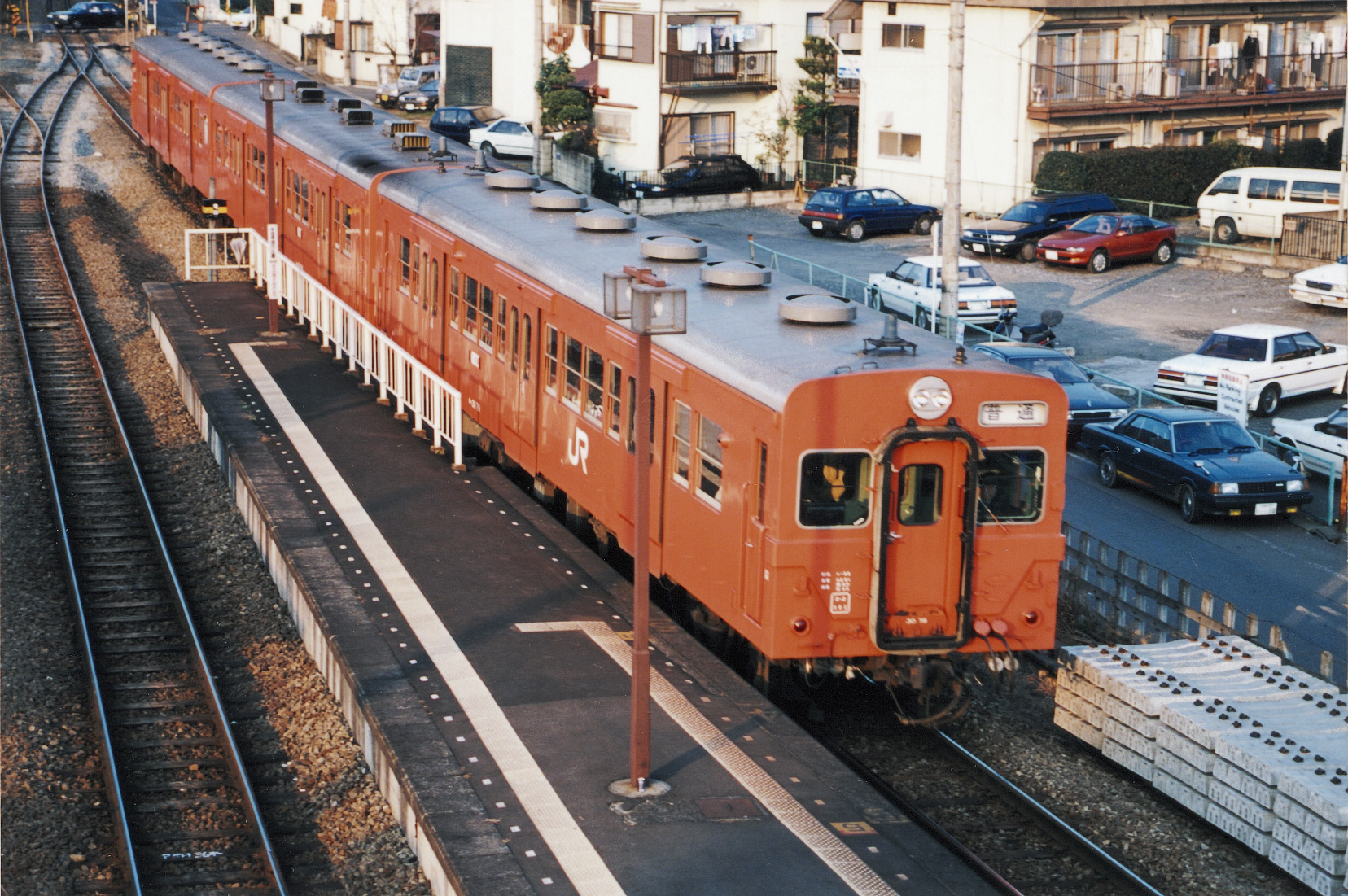
八高線でのキハ35系
中間車は寒冷地仕様の500番台

川越線へは1964年（昭和39年）に大宮機関区（現・大宮運転区）にキハ30形7両が新製配置され、以後はキハ35形も配置された。八高線へは1965年（昭和40年）から高崎第一機関区（現・ぐんま車両センター）に6両が新製配置され、運用開始した。
1972年（昭和47年）に川越線用車両が大宮から高崎第一機関区に転属し、川越線・八高線の共通運用となった。1972年から1975年にかけて千葉地区から大量に転入し、両線区の大半の列車で本系列が運用された。また、1989年（平成元年）まで足尾線（現・わたらせ渓谷鐵道わたらせ渓谷線）においてもキハ20形、キハ40形との共通で運用された。
川越線では大宮 - 日進の1駅間で7両編成のラッシュ時輸送、八高線では朝のラッシュ時には最大5両編成となるなど、本系列の設計思想に合致した環境で運用されたほか、後述の相模線運用車も含めて半自動扉を押しボタン操作式に改造する工事が1972年から実施されている。
1984年の弥彦線・越後線の電化により余剰となった新潟地区用の500番台も一部転入している。川越線からは1985年（昭和60年）9月30日の全線電化開業にともなって運用を離脱し、八高線・足尾線のみの運用となった。1986年にはキハ35形を更新したキハ38形7両が八高線に投入されている。
1996年（平成8年）3月16日の八王子 - 高麗川間電化開業、および高麗川 - 高崎間へのキハ110系投入にともなって撤退し、久留里線などに転用されたごく一部の車両を除いて大部分が廃車となった。

### 相模線

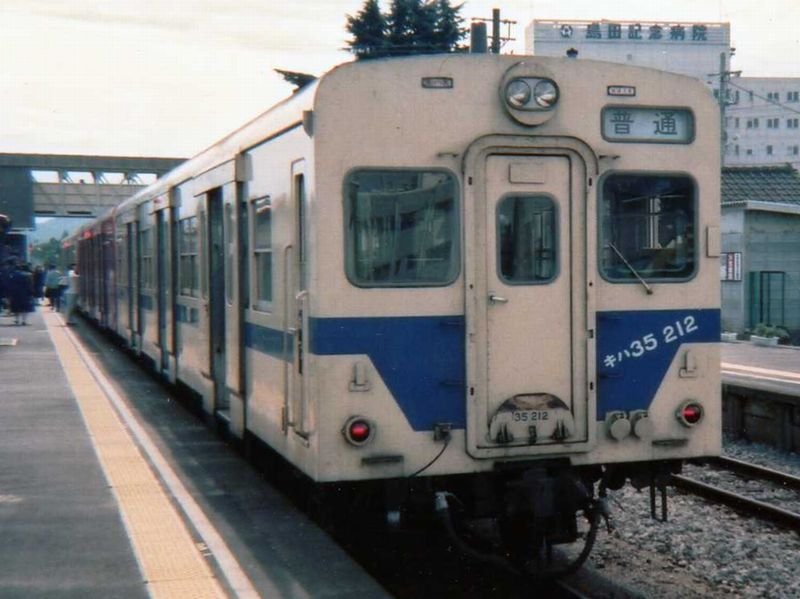
キハ35 212
相模線塗装

相模線では1965年（昭和40年）から1966年（昭和41年）にかけてキハ30形5両が茅ヶ崎運転区（後の茅ヶ崎運輸区→湘南・相模統括センター）に配置されたのち、1975年（昭和50年）ごろから本系列への車種統一が実施され、1982年（昭和57年）に統一を達成、全線が電化された1991年（平成3年）3月まで使用された。八高線とともに首都圏では数少ない非電化路線ということもあり、閑散時は1 - 2両、通勤時間帯は3 - 4両編成という、本系列想定本来の運用がなされた。
国鉄末期の1986年（昭和61年）、キハ30 25・49を皮切りに朱色一色からクリーム1号と青20号の相模線色に塗装変更された。JR化後、正面運転席窓下の青部分に形式と番号が白文字で斜めに入れられた。
1991年の相模線電化後、多くは高崎へ転属し、相模線カラーのまま八高線で運用されたが、工場入場時に朱色5号へ変更された。一方で、一部の車両は転用されず1995年（平成7年）に廃車された。

### 弥彦線・越後線
新潟地区には1962年（昭和37年）から1966年にかけて寒冷地用のキハ30形・キハ35形500番台を配置。越後線・弥彦線の電化と弥彦線東三条 - 越後長沢間の廃止により、1985年に廃車または高崎所・茅ヶ崎区・木更津区へ転属となった。

### 城端線・氷見線

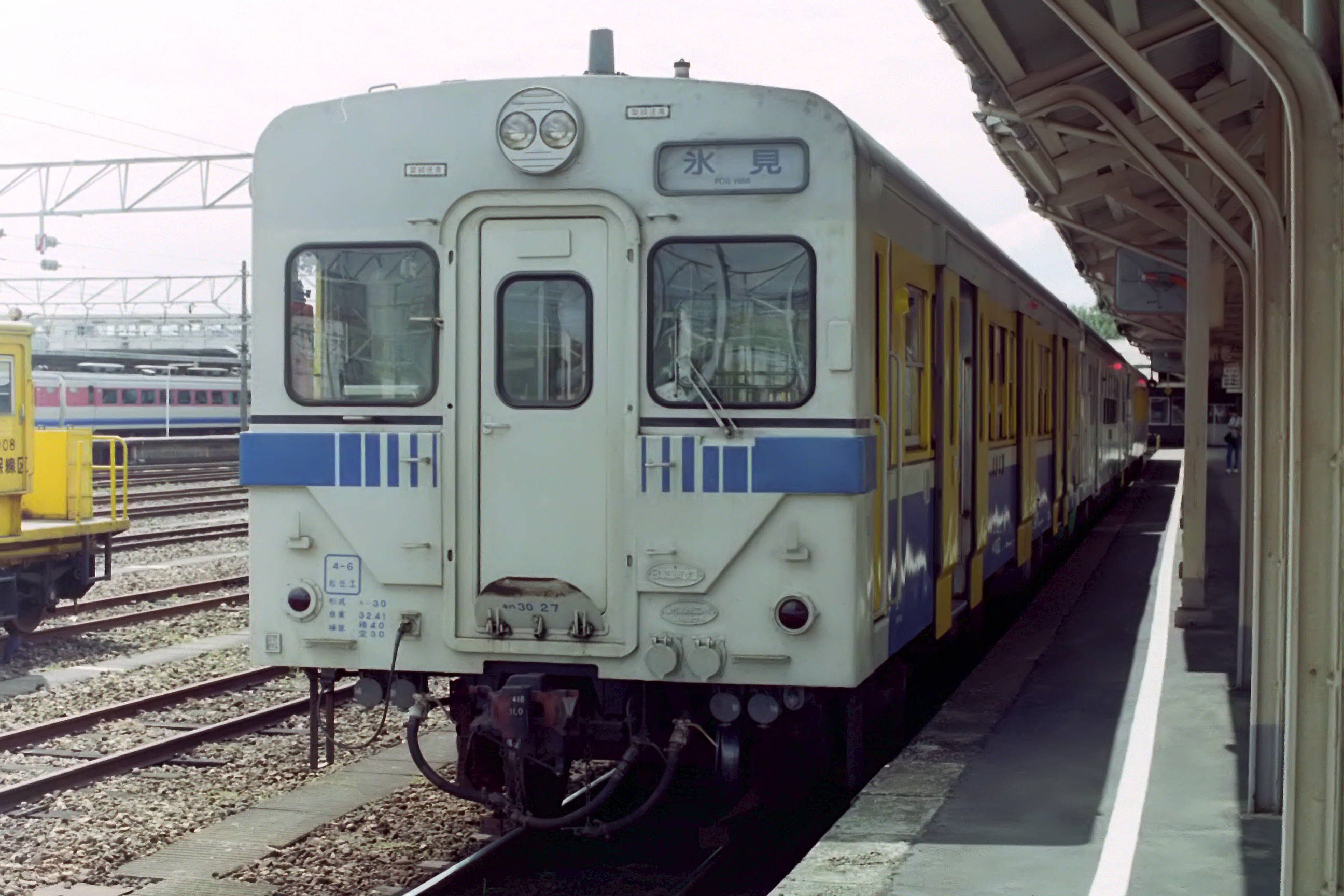
JR西日本キハ30 27 旧高岡鉄道部色（1992年）

北陸地区の城端線・氷見線向けには1965年よりキハ30・35形が高岡区に配置された。1995年度末に高岡鉄道部で最後のキハ30形が廃車となった。

### 名古屋地区
1963年度にキハ35形12両が多治見機関区に新製配置された。名古屋地区では1985年時点で武豊線で使用されていたが、1986年にキハ58系に置き換えられて運用を終了した。

### 山陰本線京都口
1965年から福知山機関区（現・福知山運転所）に当初は新製車が、後に千葉気動車区から転入車も配置され、山陰本線京都 - 園部 - 福知山間で運用されたが、キハ47形気動車の投入に伴い1977年に運用を離脱し、東唐津気動車区・直方気動車区（現・直方運輸センター）などに転出した。

### 加古川線

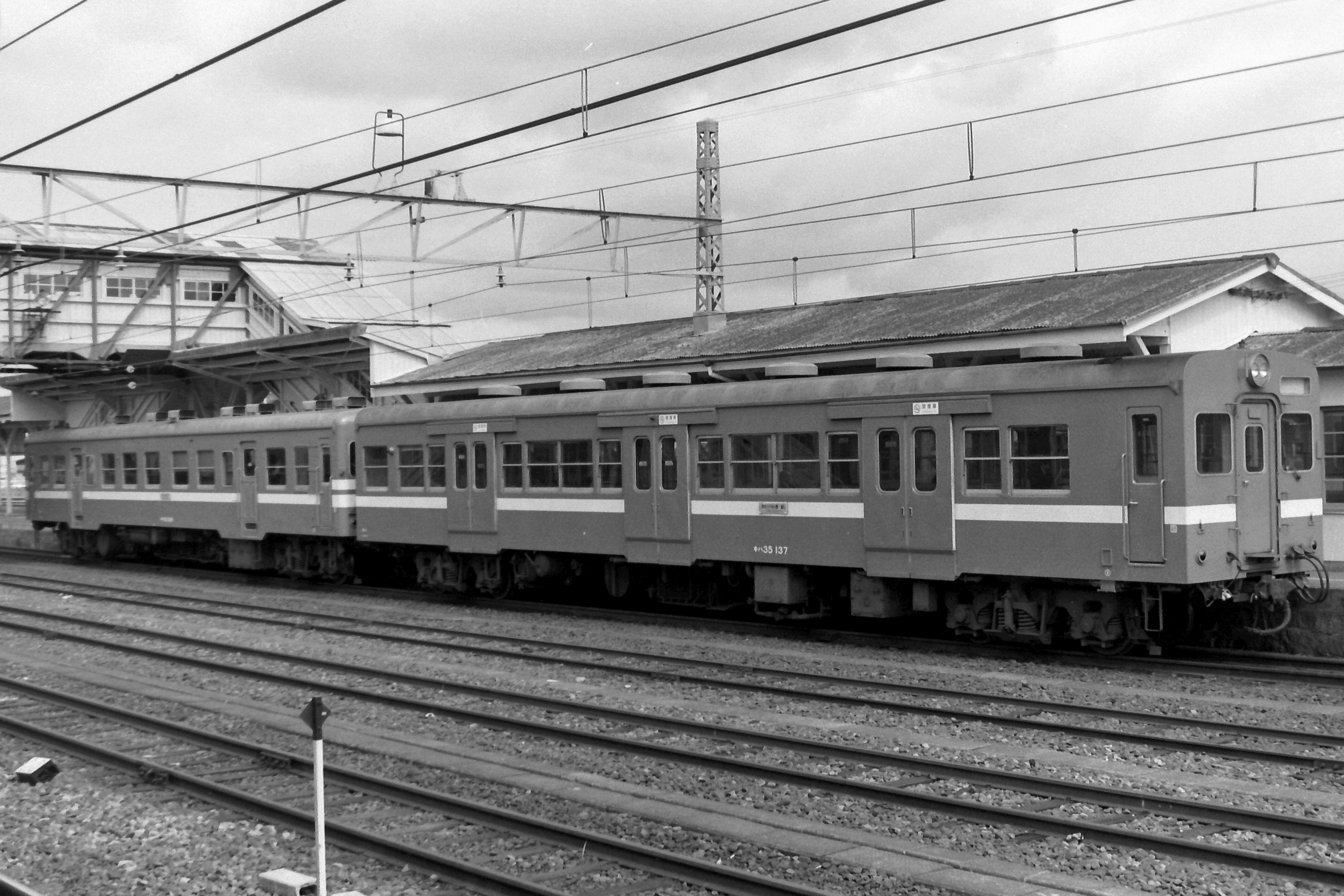
キハ35形とキハ20形の加古川線列車（1988年）

1965年度に加古川区へキハ35・30形が配置された。加古川線とその支線（高砂線、三木線、北条線、鍛冶屋線）で運用された。1990年に鍛冶屋線が廃止され、キハ30形が市原駅と鍛冶屋駅の跡地に保存されている。

### 和田岬線
1990年（平成2年）に和田岬線用改造車キハ35・キクハ35形300番台が鷹取工場に配置され、同年10月1日から和田岬線での運用を開始した。鷹取工場が廃止された2000年（平成12年）4月からは網干総合車両所鷹取支所の所属となっている。
製造から35年経過して老朽化が進んでいることから2001年（平成13年）7月の和田岬線の電化により103系に置き換えられて廃車となり、キクハ35形は形式消滅した。キハ35 301のみ保留車として亀山鉄道部で保管されたが、2004年11月末に後藤総合車両所へ回送され、同年12月25日付で除籍・解体処分された。これをもってキハ35形は形式消滅となった。

### 山陰地区
1965年（昭和40年）より山陰本線や境線、大社線などで運用された。1982年の伯備線・山陰本線倉敷 - 知井宮（後の西出雲）間電化に伴ってキハ35系の米子地区への配置はなくなった。
山陰地区では他に山口線や美祢線でも運用された。美祢線では1982年にキハ30 82で車内の一般客と行商人を分離するアコーディオンカーテンを設置する改造が幡生工場で行われている。

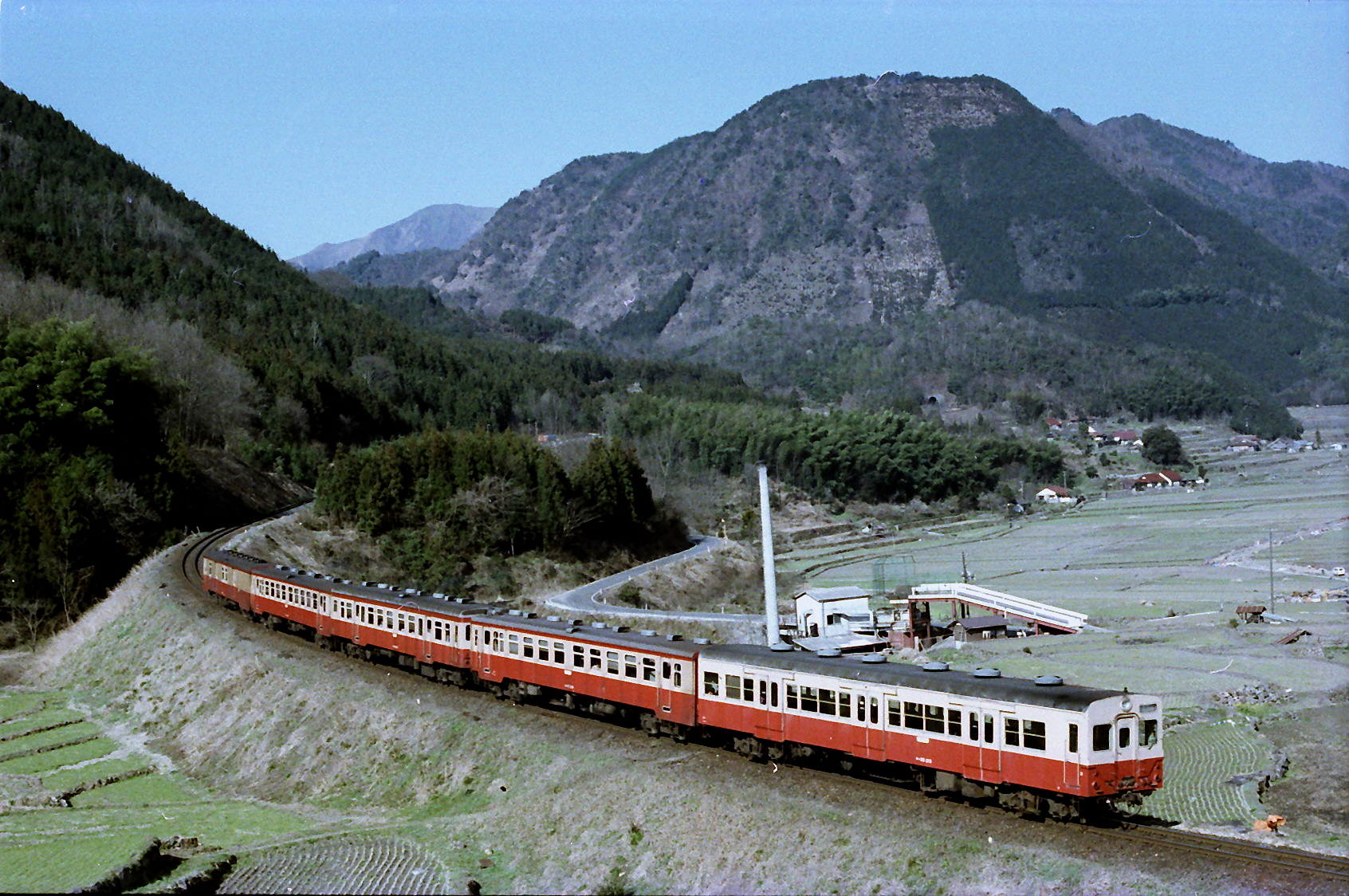
キハ35形を連結した山口線列車（1978年）
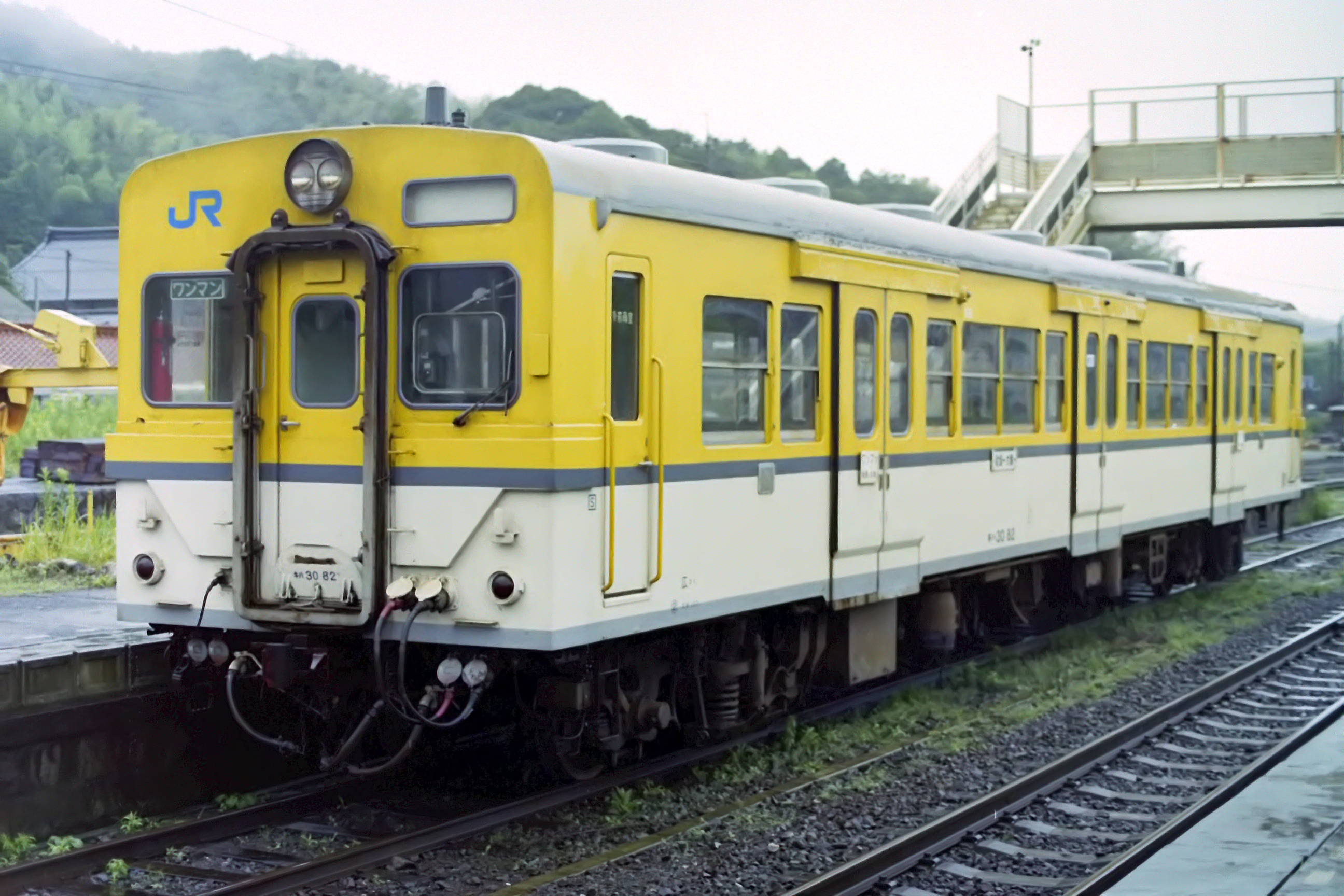
美祢線のキハ30 82 広島色（1993年）

### 四国地区
1965年から翌年にかけて徳島運転所に10両が新製配置された。高徳本線（現・高徳線）・鳴門線・徳島本線（現・徳島線）・牟岐線で運用され、このうち5両は廃車まで徳島を離れることなく、うち4両が四国旅客鉄道（JR四国）に継承されて1990年までに全車運用を終了した。

### 九州地区

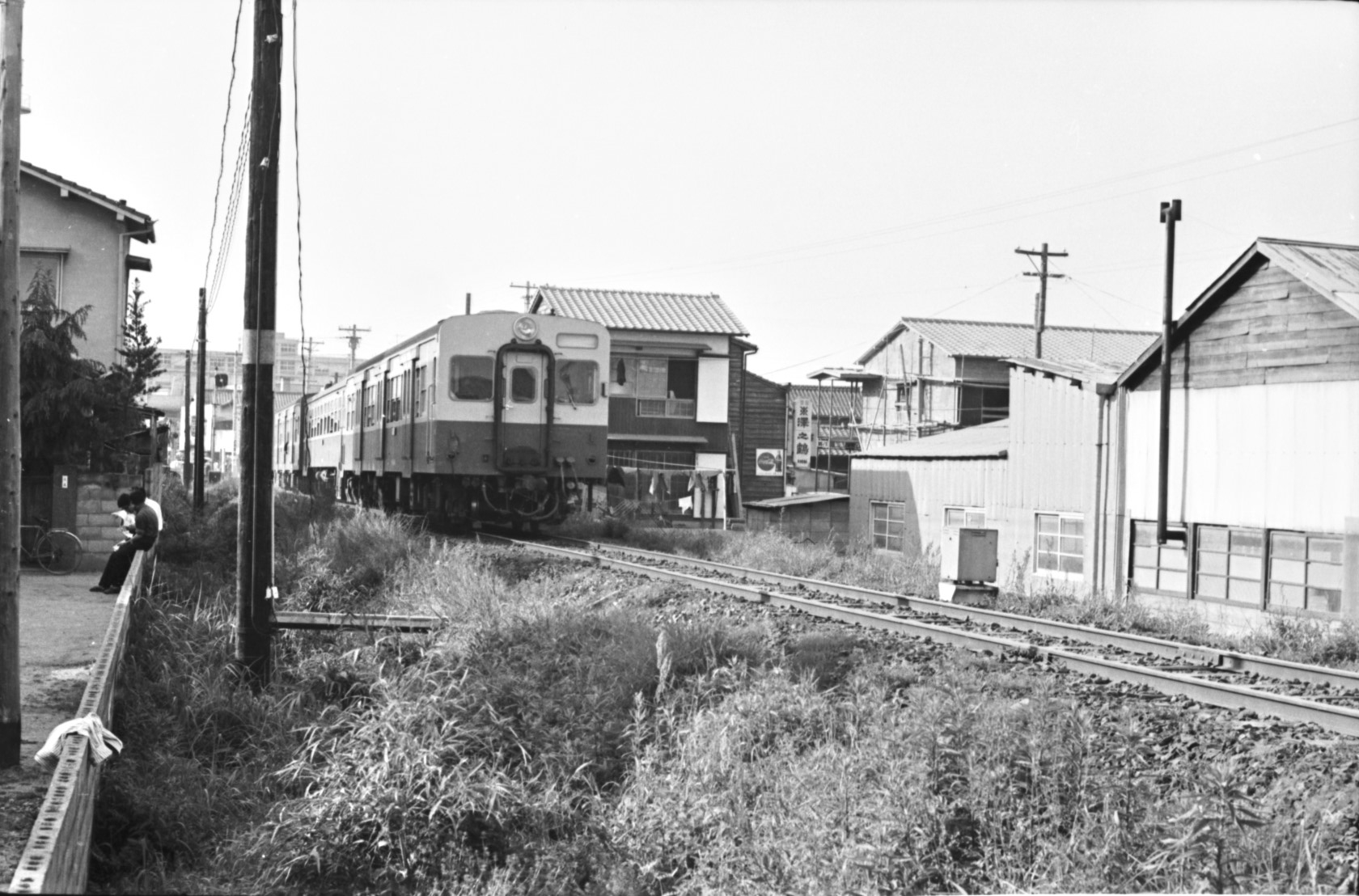
筑肥線のキハ35系ほか（1967年）

1965年に筑肥線管理所（旧・東唐津機関区、現・唐津運輸センター）にキハ35形2両（キハ35 94・95）が新製配置され、1965年2月1日より筑肥線博多 - 東唐津間で運行を開始した。筑肥線管理所は1969年2月に東唐津気動車区となったが、改称時点での1968年度末の配置数34両のうち通勤型キハ35系の両数は21両（キハ35形14両、キハ30形7両）であった。
1980年3月の草津線・桜井線・和歌山線電化の際には捻出されたキハ35・36形のうち11両が奈良運転所から東唐津気動車区へ転入し、キハ26形600番台のうち11両が長崎地区へ転出した。
1983年（昭和58年）3月22日の姪浜 - 唐津 - 西唐津（唐津線）間電化開業と福岡市地下鉄空港線への直通運転開始により、電化区間は103系1500番台に置き換えられ、筑肥線博多 - 姪浜間と東唐津 - 山本間は廃止された。以後のキハ35系は筑肥線非電化区間や長崎本線・大村線・松浦線（現・松浦鉄道西九州線）で運用され、九州旅客鉄道（JR九州）承継後も1991（平成3）年まで運用された。

## 譲渡車
当形式は、一部が私鉄・第三セクターに譲渡された。2022年現在も水島臨海鉄道に1両が在籍する。また、関東鉄道からフィリピン国鉄へ譲渡されたものが6両存在する。

### 筑波鉄道
筑波鉄道では1986年（昭和61年）初頭にキハ812（元雄別鉄道キハ105、国鉄キハ22形の同型車）が事故で大破したため、代替車として国鉄よりキハ30 16を譲受し、キハ30形キハ301となった。1987年3月31日の筑波鉄道廃止に伴って廃車となり、関東鉄道に譲渡されて常総線用キハ300形キハ301となった。

### 関東鉄道
1987年（昭和62年）から1992年（平成4年）にかけて、関東鉄道が常総線向けにキハ35系列計39両を筑波鉄道・国鉄清算事業団・JR九州・JR東日本から購入し、キハ300形・キハ350形とした。常総線の車両規格がキハ35系の設計思想に合致しており、旧型車置き換えのため国鉄清算事業団よりまとまった数が安価に購入可能であったことが大量導入に繋がったとされる。
1987年に廃止された筑波鉄道から移籍したキハ301は、筑波鉄道が1986年（昭和61年）に国鉄のキハ30 16を譲受したものである。以降は1987年と1988年に国鉄清算事業団のキハ30・35・36形を、1990年にJR九州のキハ30形を、1992年には相模線電化で余剰となったJR東日本のキハ30・35形を譲受している。元JR九州のキハ30 93、元JR東日本のキハ35 158は部品取り車で車籍は未入籍である。
1989年より冷房装置の搭載が、1993年より一部でDMF13HZ機関への換装が施工された。1997年の水海道駅 - 下館駅間ワンマン化により、キハ300形の4両をワンマン化改造しキハ100形とした。
1992年に取手駅で発生したオーバーラン事故により、キハ300形2両が廃車となった。これがきっかけとなって中古車の導入は取りやめられ、以後の増備は新車のキハ2100形によって行われることとなった。
老朽化のため1997年より廃車が進み、2007年にキハ300形が廃形式となり、2011年10月10日にキハ350形が運用を終了した。キハ350形は2015年に6両がフィリピン国鉄に譲渡された。キハ100形は最後まで残った2両が2017年1月8日の引退記念の撮影会を最後に廃車・廃形式となり、茨城県筑西市のザ・ヒロサワ・シティで静態保存されている。
常総筑波鉄道時代の1962年（昭和37年）には、キハ35形に類似したキハ900形2両が日本車輌製造東京支店で製造されている。切妻前面の3扉車である点は類似しているが、扉はステップのない片開き戸袋式、側窓は上部がHゴム固定式、台車は空気ばねであるなどの相違点があった。関東鉄道承継後も引き続き常総線で使用されていたが、1995年（平成7年）に廃車された。

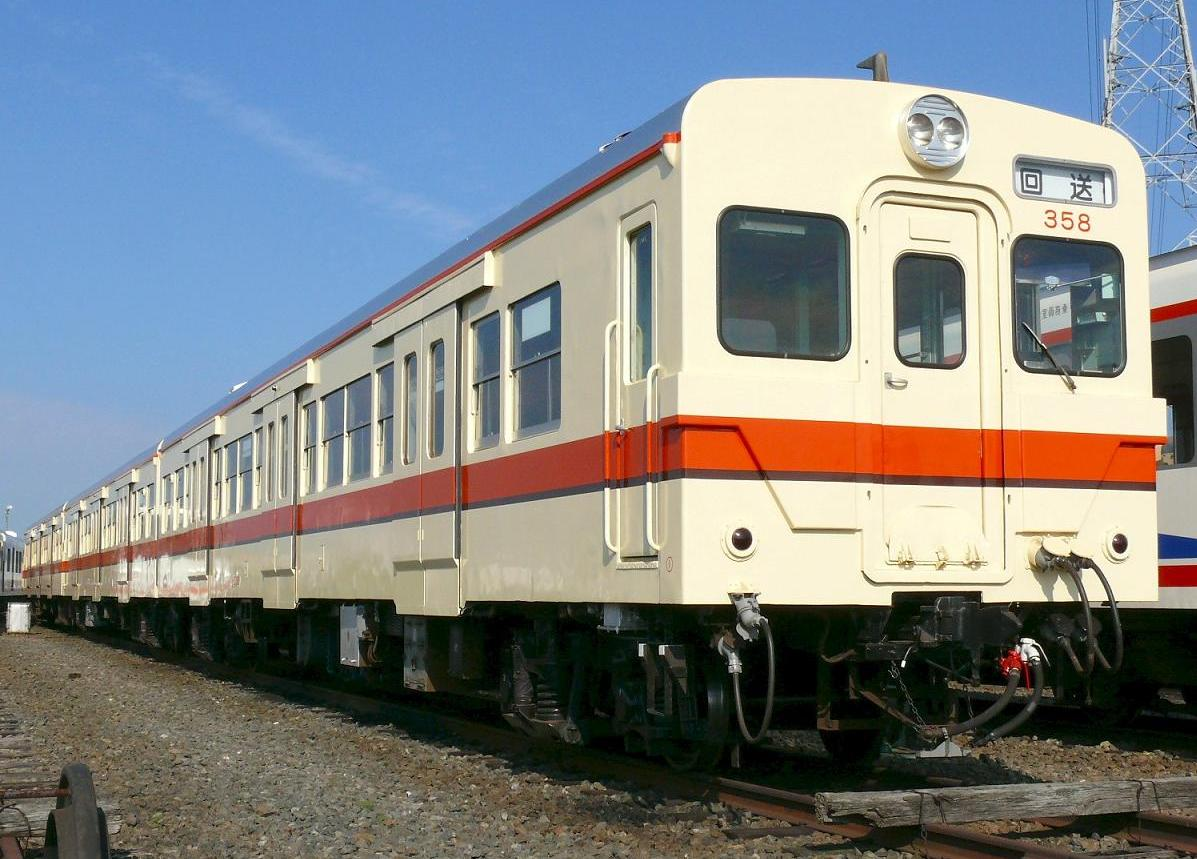
関東鉄道キハ350形
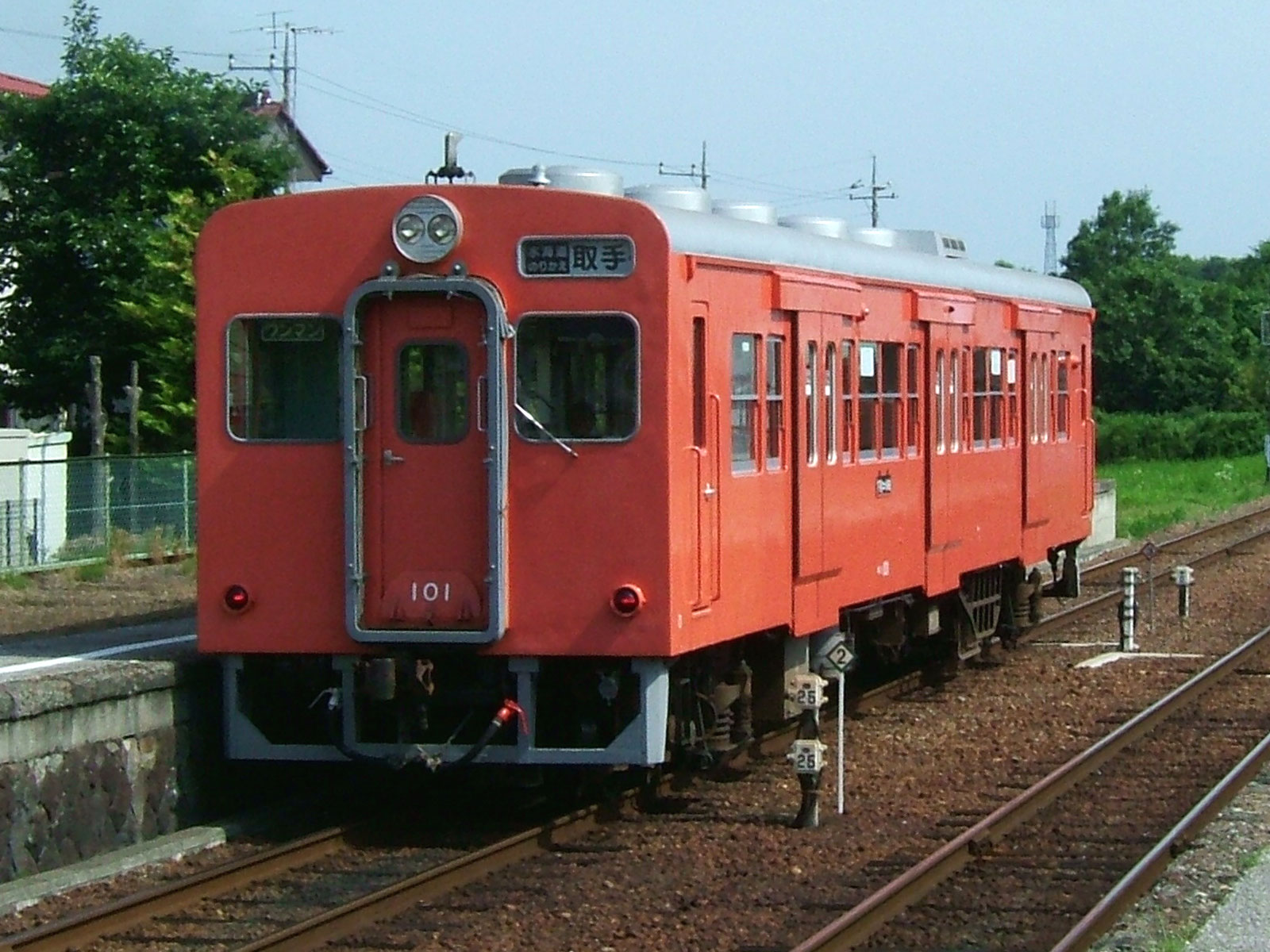
関東鉄道キハ100形

### 鉄道総合技術研究所
国鉄分割民営化直前の1987年2月に廃車となったキハ30 15は、鉄道総合技術研究所（鉄道総研）に試験用車両として譲渡された。塗装は湘南色に変更され、クモニ83形とともに動力伝達方式などの駆動制御系に関する研究・開発に使用された。
研究成果はJR九州キハ183系気動車「オランダ村特急」の電車との協調運転、JR九州キハ200系気動車の爪クラッチ式液体変速機、キハ47形改造の観光特急「指宿のたまて箱」の上下制振制御システムに採用されている。

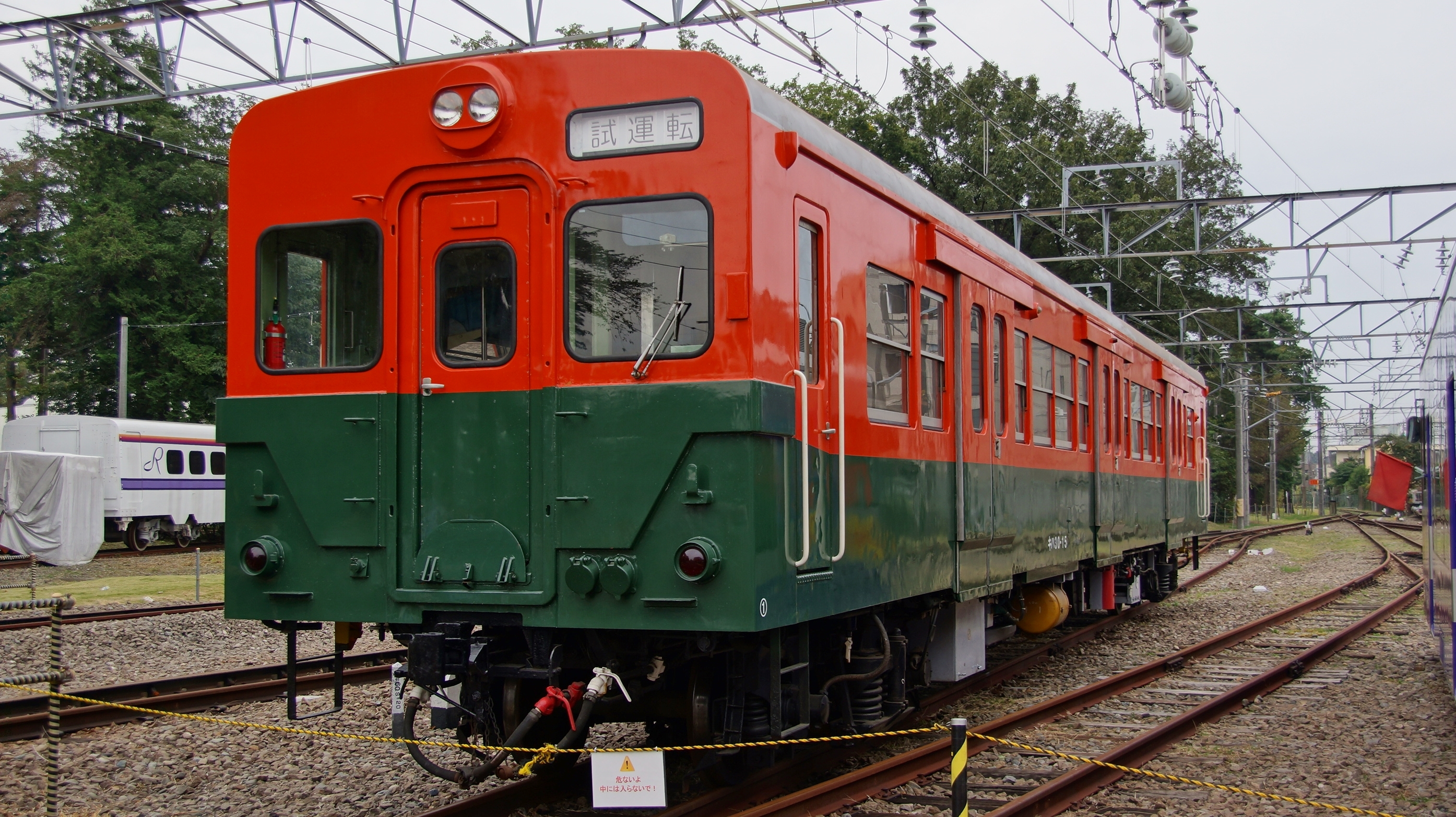
鉄道総研のキハ30 15

### 会津鉄道
会津鉄道にはJR東日本からキハ30形1両が譲渡され、1999年にトロッコ列車のAT-300形へ改造された。2009年まで運用された。

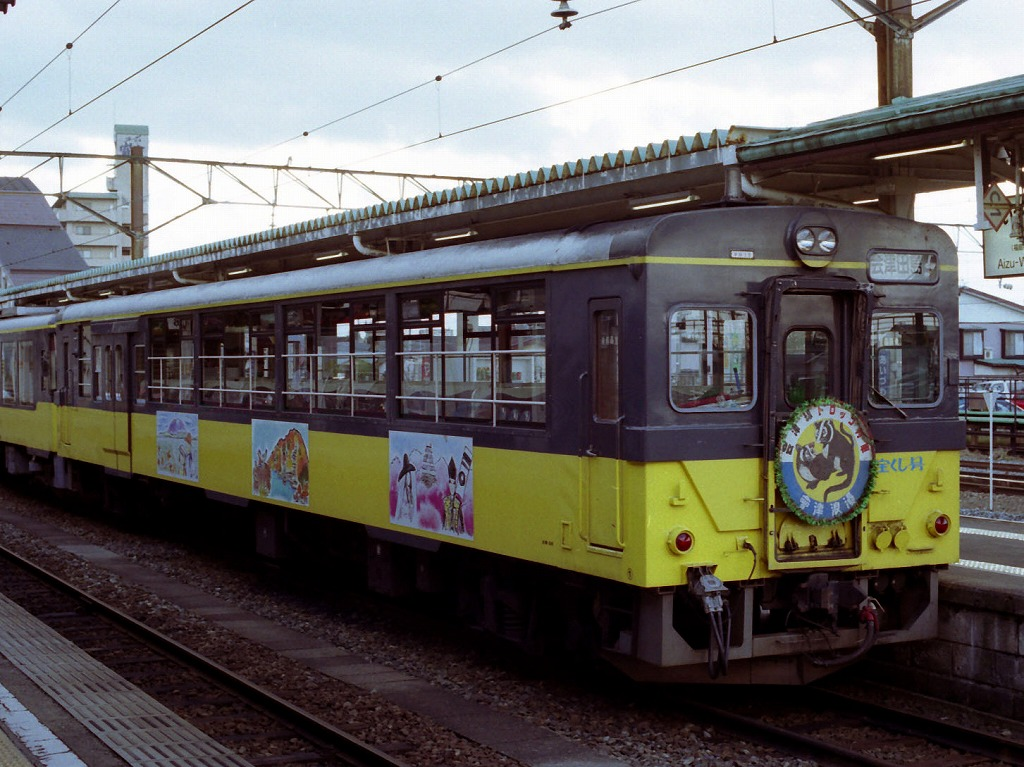
会津鉄道AT-300形（会津若松駅、2001年）

### 水島臨海鉄道
2013年にJR東日本からキハ30 98と100の2両が譲渡されたが、100のみ車籍編入され（98は部品取り）、全般検査を実施し、2014年2月に出場した。非冷房であるため、運用は基本的に秋冬の平日ダイヤのみとなっている。2022年7月に全般検査のため入場し、同年9月に出場しており、本系列で唯一の現役車となっている。

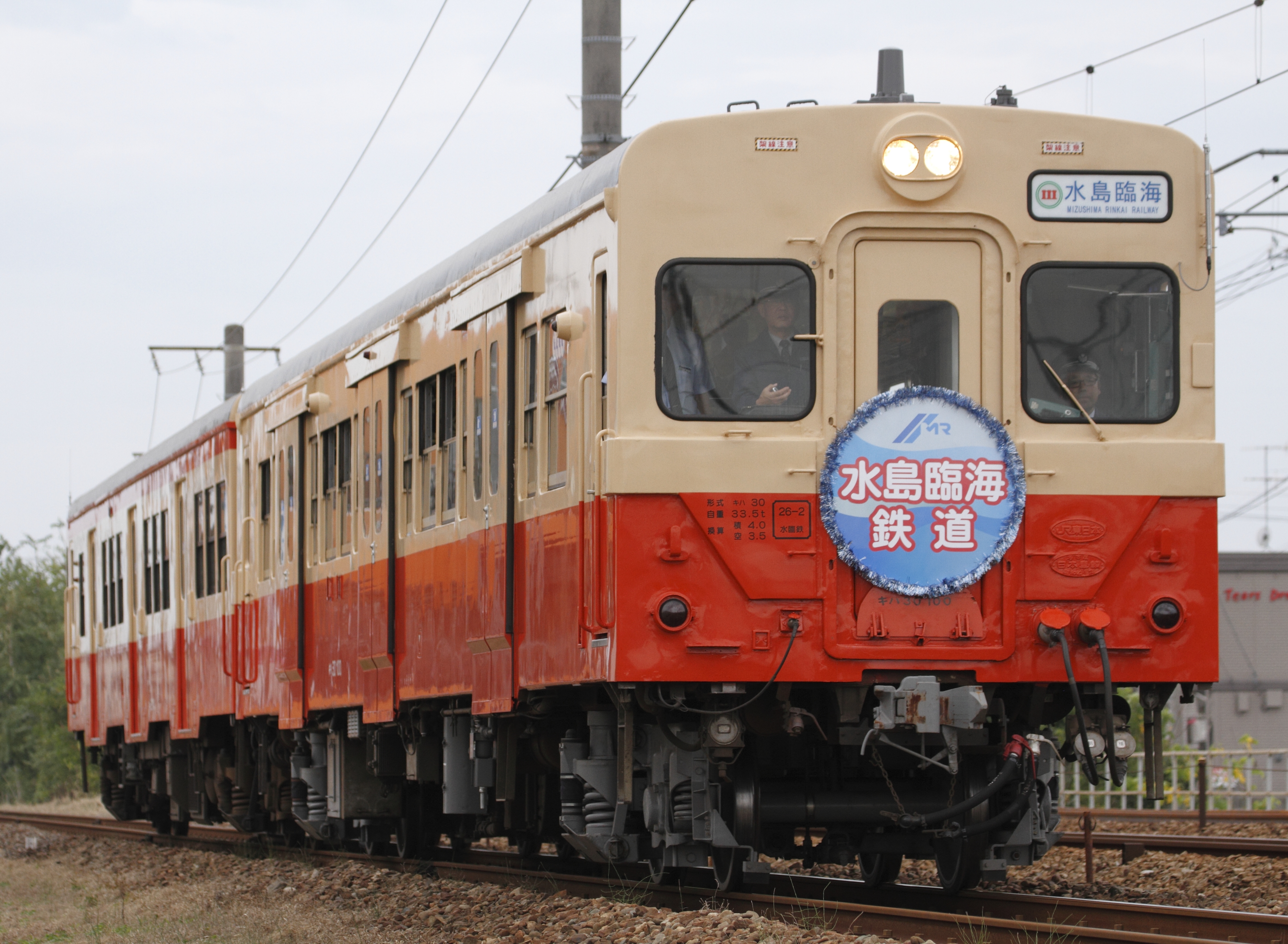
水島臨海鉄道キハ30形

### フィリピン国鉄
2011年に関東鉄道での運用が終了したキハ350形は、2015年にフィリピン国鉄へ譲渡され、同国で運用についている。譲渡された車両は以下の通りである。(括弧内は国鉄番号)
キハ353(キハ35 183)
キハ354(キハ35 190)
キハ358(キハ35 113)
キハ3511(キハ35 187)
キハ3518(キハ36 17)
キハ3519(キハ35 163)

## 保存車
| 画像 | 番号                                        | 所在地                                                 | 備考 |
| ---- | ------------------------------------------- | ------------------------------------------------------ | --- |
|      | AT-301 （キハ30 18）                        | 福島県会津若松市大戸町香塩乙 会津鉄道 芦ノ牧温泉駅     | 会津鉄道AT-300形。 |
|      | キハ101 （キハ30 55） キハ102 （キハ30 96） | 茨城県筑西市茂田1858 ザ・ヒロサワ・シティ レールパーク | 関東鉄道キハ300形。 |
|      | キハ30 35 キハ35 70                         | 栃木県日光市足尾町掛水 わたらせ渓谷鐵道 足尾駅         | 1996年（平成8年）にJR東日本廃車後入線。2006年（平成18年）以降はイベントにも使用されている。2009年（平成21年）4月から6月にキハ30 35はツートーンの国鉄一般色に、2009年10月にキハ35 70は首都圏色に復元された。 |
|      | キハ35 901                                  | 群馬県安中市松井田町横川 碓氷峠鉄道文化むら            | |
|      | キハ30 62                                   | 千葉県いすみ市苅谷 いすみ鉄道 国吉駅 ※動態保存         | |
|      | キハ30 51                                   | 岐阜県美濃加茂市川合町1丁目 美濃太田車両区             | |
|      | キハ30 70 キハ30 72                         | 兵庫県西脇市市原町233-3 鍛冶屋線市原駅記念館           | 鍛冶屋線市原駅跡に整備された現在地に設置。設置当初は現役最終時の加古川・鍛冶屋線カラーのままであったが、2010年に修復を兼ねて地元西脇市出身の絵本作家・吉田稔美のデザインによるカラフルな塗装に変更された。  |
|      | キハ30 69                                   | 兵庫県多可郡多可町中区鍛冶屋 鍛冶屋線記念館            | 鍛冶屋線鍛冶屋駅跡に整備された現在地に設置。現役最終時の加古川・鍛冶屋線カラーのまま保存されている。 |